# Angels & Airwaves
Angels & Airwaves (транскр. Ејнџелс енд ервејвс) америчка је музичка супергрупа из Сан Дијега.

## Чланови

### Садашњи
- Том Делонг [а] — главни вокал, гитара, клавијатуре, синтесајзер (2005—); бас-гитара (2014—2018)
- Дејвид Кенеди — гитара, клавијатуре, синтесајзер, пратећи вокали (2005—2014, 2018—)
- Илан Рубин [б] — бубањ, удараљке, пратећи вокали (2011—); клавијатуре, гитара, бас-гитара (2014—)
- Мет Рубано — бас-гитара, синтесајзер, пратећи вокали (2019—)

### Бивши
- Рајан Син [в] — бас-гитара, пратећи вокали (2005—2007)
- Атом Вилард [г] — бубањ, удараљке (2005—2011)
- Метју Вохтер [д] — бас-гитара, синтесајзер, пратећи вокали (2007—2014, 2018—2019)
- Еди Брекенриџ — бас-гитара (2014)

## Дискографија

### Студијски албуми
- (2006)
- (2007)
- (2010)
- (2011)
- (2014)
- (2021)

### издања
- (2012)
- (2015)
- (2016)
- (2017)